# 1976年のテレビ (日本)
1976年のテレビ（1976ねんのテレビ）では、1976年（昭和51年）の日本におけるテレビジョン放送全般の動向についてまとめる。

## 主なできごと
テレビ番組
- 「インスブルック冬季オリンピック」、「モントリオールオリンピック」開催。前者はNHK総合で、後者はNHK総合・民放にて放送。
- TBS系
  - 『8時だョ!全員集合』の「少年少女合唱隊」コーナーで、志村けん（ザ・ドリフターズ）による「東村山音頭」が人気を博し、彼が一躍スターダムにのし上がる。
  - 1月から毎週土曜日、『8時だョ!全員集合』の前番組として、19時からアニメ『まんが日本昔ばなし』（毎日放送制作、TBS系列初放送）、19時半から大橋巨泉司会のクイズ番組『クイズダービー』が共に放送開始。共に局の看板となる長寿番組として親しまれた。
- NETで、プロレスラー アントニオ猪木とプロボクサー モハメド・アリの異種格闘技対決の世紀の一戦、「アントニオ猪木対モハメド・アリ」戦が放送。
- 局の看板となる、以下の番組が放送開始又は終了。
  - 開始（前述を除く）
    - NHK:『名曲アルバム』（総合・教育）、『NHK特集』（総合）、『日曜美術館』（教育）
    - フジテレビ:『クイズ・ドレミファドン!』
    - NET:『徹子の部屋』、『水曜スペシャル』、『欽ちゃんのどこまでやるの!?』
    - 東京12チャンネル:『日曜ビッグスペシャル』
    - 中京テレビ:『お笑いマンガ道場』

  - 終了
    - 読売テレビ（日本テレビ系）『全日本歌謡選手権』

NHK教育テレビ、全面カラー化に向けカラー番組大幅増加
当時唯一全面カラー化を終了していない同テレビが、この年の4月からカラー番組が大幅に増加。翌年（1977年）10月の全面カラー化へとカラー番組が急ピッチで増加していく。
視聴率
この年の年間視聴率は（局別では）、NHK総合が全日帯（6-24時）、TBSがゴールデンタイム（19-22時）、日本テレビがプライムタイム（19-23時）がそれぞれ首位を獲得、3局で分け合う形となった。ちなみにNHKの全日首位とTBSのゴールデン首位はそれぞれ1963年から14年連続、日本テレビのプライムの首位はビデオリサーチ社が1973年にプライムの時間帯の調査を開始してから初めてのことであった。

## 番組関係のできごと

### 1月
- 1日（木曜日）
  - NHK総合、新春特集『空から見た日本 - 富士山・南アルプス・北アルプス上空から』を放送[1]。ハンディーカメラ（池上通信機製:HL-33）とポータブル型2インチVTR（アンペックス製:VR-3000）を双発低翼軽飛行機に初めて搭載、5000mの上空で、胴体下部の開口部から収録した。[2]
  - 日本テレビ系、単発特別番組枠『木曜スペシャル』が初めて元日に放送、『どっきりカメラ』を19:00 - 20:54の拡大版で放送した。
- 3日（土曜日） - いずれもTBS系
  - 毎日放送（MBS）制作で、前週（1975年12月27日）で最終回を迎えた『仮面ライダーストロンガー』（石森章太郎原作・東映制作）の特番として『全員集合!7人の仮面ライダー!!』をこの日放送（10:30 - 11:25）。
  - 新年早々、土曜19時台の改編が実施された。
    - 毎日放送制作の前半枠で、アニメ『まんが日本昔ばなし』がTBS系列にて放送開始。同局がNET系列の最後期に当たる前年の3カ月限定放映が好評だったことにより[注釈 1]、TBS系列にネットチェンジ後正式レギュラーとなった。[3]
    - 更に続くロート製薬一社提供の後半枠で、大橋巨泉司会のクイズ番組『クイズダービー』が放送開始（ - 1992年12月19日。巨泉は1990年3月31日まで在任）。[2]

  - また、21時台のドラマ『Gメン'75』では、初回放送（1975年5月）からのレギュラーメンバーだった原田大二郎扮する「関屋警部補」がこの日の第33話「1月3日 関屋警部補・殉職」をもって殉職（ドラマ初の殉職者となった）、原田はこの回で8か月にわたるレギュラーを降板した。

ここから、TBS系の土曜ゴールデン枠は『日本昔ばなし』『ダービー』『全員集合』『Gメン'75』と4本の高視聴率人気番組によるリレーで長年定着することとなる。
- 4日
  - NHK総合、大河ドラマ第14作『風と雲と虹と』（加藤剛主演）を放送開始（ - 12月26日）。[2]
  - 中部日本放送（CBC）・TBS系日曜22時枠で、HONDA提供のトーク番組『すばらしき仲間』放送開始（ - 1992年3月29日）。[2]
- 5日
  - NHK総合、『銀河テレビ小説』で『となりの芝生』が放送開始（ - 2月13日、全30回。作:橋田壽賀子、出演:山本陽子・前田吟・沢村貞子 ほか）[2]。核家族が進む中で嫁姑問題を正面から描いた「辛口ドラマ」で、全国から反響があり、一大論争を巻き起こした[4][5]。第8回テレビ大賞優秀番組賞受賞。
  - 毎日放送で関西地区初の夕方のローカルワイドニュース番組『MBSナウ』が放送開始。初代キャスターは、いずれも当時同局アナウンサーの小池清と平松邦夫（ - 2000年9月）。
- 6日 - 日本テレビ系で石原プロモーション制作・渡哲也主演による刑事ドラマ『大都会 闘いの日々』が放送開始。1979年3月まで全3シリーズ続いた『大都会シリーズ』の第1弾。
- 9日 - 周恩来中国首相が前日に死去したのを受け、NHK総合・民放各局で関連特別番組を放送。[2]
- 23日 - NETテレビ（後のテレビ朝日）系金曜9時枠で、千葉真一主演ドラマ第4作『大非常線』放送開始（ - 3月26日、全10回）。
- 29日 - NHK総合、ドキュメンタリードラマ『明治の群像 - 海に火輪を』が放送開始（ - 10月23日、全10回。原作:江藤淳）。[2]
- 30日
  - 当時の三木内閣で沖縄開発庁政務次官を務めていた立川談志（本名：松岡克由、落語家、当時参議院議員）が、国会の発言が元で政務次官を辞職。これを受け、談志が司会を務めていた日本テレビ系『やじうま寄席』『蝶々・談志のあまから家族』は2月放送分より談志が降板し、『やじうま』は談志と共に司会を担当していた毒蝮三太夫と月の家円鏡（後の八代目橘家圓蔵）が、そのまま1980年3月29日の最終回まで担当、『あまから』は徳光和夫・千昌夫・福留功男（徳光と福留は当時局アナ）がミヤコ蝶々の相手役を引き継いだ後、4月4日からは湯原昌幸に交代し、同年9月26日の最終回まで担当[注釈 2]。
  - 千葉テレビ、『スペシャル・フライデー』で特集「わが愛する国民の放送局 NHKを激励する大討論」を5時間生放送。しかし、出演予定の元NHKディレクター、龍村仁をテレビ局側が拒否したり、司会者のばばこういちが抗議して番組終了数分前に退場したりと、ハプニングが続出した。[2]

### 2月

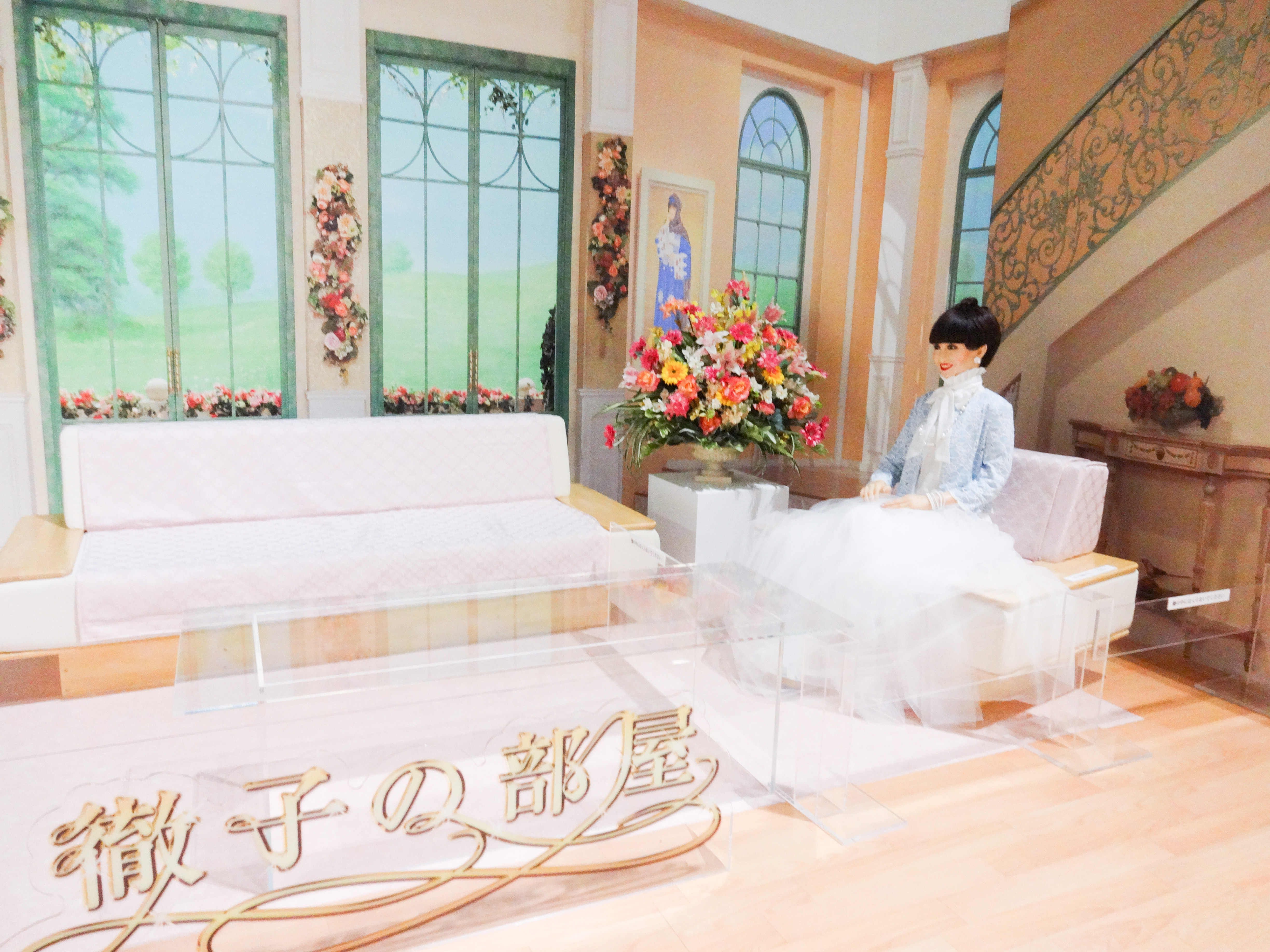
『徹子の部屋』放送開始（2月2日。写真は番組セットを再現したイベント展示）

- 2日 - NET（後のテレビ朝日）系の平日13時枠で、黒柳徹子司会のトーク番組『徹子の部屋』が放送開始[2]。第1回のゲストは俳優の森繁久彌。当時の放送時間は13:15 - 13:55。また、開始当初は、番組中盤にトークを一旦中断し、ラビット関根（後の関根勤）がコーナー司会を務める視聴者参加型クイズ「フラッシュクイズ」を放送していたが、1年2ヶ月後の1977年4月1日放送分[注釈 3]より廃止された。その後、放送時間を13:55 - 14:50（1996年4月）→13:20 - 13:55（1997年10月）→12:00 - 12:30（2014年4月）と移動し、2020年4月より現在の13時枠（13:00 - 13:30）での放送となる。2024年現在も継続中。
- 4日～18日 - 「インスブルック冬季オリンピック」開催。NHK総合にて連日放送[2][6]。
- 8日 - TBS系単発ドラマ枠『東芝日曜劇場』[注釈 4]放送1000回を達成。当日は『幻の町』（倉本聰脚本、北海道放送制作）を放送。[2]
- 10日 - テレビ神奈川（TVKテレビ）、 『テレスタ42』が特集「NHK 受信料値上げ考考考 …」を放送。[2]
- 16日 - NHK総合でこの日、国会衆議院第一委員会室より小佐野賢治（当時・国際興業社主）、若狭得治（当時・全日本空輸社長）らの『衆議院予算委員会 ロッキード事件証人喚問』の模様を約7時間40分（10:00 - 17:40）にわたり生中継した。[2][7][8]
- 28日 - NHK総合、『土曜ドラマ』で、山田太一（脚本）シリーズ『男たちの旅路』が放送開始（出演:鶴田浩二・森田健作・水谷豊 ほか）。[2]

### 3月
- フジテレビ系の長寿番組『キンカン素人民謡名人戦』の司会者・三和完児が、薬事法違反で書類送検され番組を降板。番組は4月から6月までは週替わりの司会者でつなぎ、7月からは鈴木ヤスシが新司会に就任、その後1985年4月からは江戸家小猫（後の四代目江戸家猫八）[注釈 5]に交代した。
- 6日 - TBS系『8時だョ!全員集合』（この回は新潟県民会館から生中継[9]）で、少年少女合唱隊のコーナーで志村けんが独自にリメイクした「東村山音頭」を初披露。その後毎週同コーナーの最後で披露し続けたことで、次第に人気を博した。これが契機で志村は一躍スターダムに登りつめた。
- 7日 - 日本テレビ系、『日曜スペシャル』でドキュメンタリードラマ「2・26 事件 “ 目撃者の証言 ”」を放送（出演:岡田英次・迫水久常 ほか）。[2]
- 8日 - 日本テレビ系、『11PM』で「拝啓 NHK 様 ! 一体あなたは誰のもの!?」を放送。番組内の集金担当者の扱い方について後にNHKから抗議を受けた。[2]
- 18日 - NET系『ザ・スペシャル』で、ドキュメンタリードラマ『決裂への道・トルーマン対マッカーサー』を放送（出演:ヘンリー・フォンダ、E・G・マーシャル ほか）。[2]
- 19日 - 日本テレビ系、『宗教の時間』で翌々日21日に放送予定だった「暗黒の中の一キリスト者 金芝河」が、出演者の韓国批判が強いとしてこの日放送中止に決定。これを受け、日本キリスト教協議会など宗教・文学関係34団体が抗議をした。[2]
- 20日 - 日本テレビ系『グランド劇場』（後の『土曜ドラマ』）でこの日より『二丁目の未亡人は、やせダンプといわれる凄い子連れママ』がスタート（- 5月8日、全8話。主演:浅丘ルリ子）。同作を皮切りにいわゆる"長尺タイトルシリーズ"が開始、翌1977年まで計11作品が製作された。
- 29日 - TBS系、平日朝の子供番組『ワンツージャンプ!』放送開始（ - 1981年3月27日）。[2]
- 31日 - フジテレビ系平日15:55のミニ番組『クレージーの奥さ〜ん!』が2年半で幕、これによりハナ肇とクレージーキャッツのレギュラー番組が全て消滅。

### 4月
- 1日 - いずれもフジテレビ系
  - 木曜20時枠でバラエティ番組『スターどっきり㊙報告』放送開始。司会は三波伸介。寝起きドッキリ等が人気を博し、20年以上にわたって放送された。なお三波は後述の『夜のヒットスタジオ』から移籍という形で司会を務め、1982年に他界するまで7年にわたって務めた。なお3日後の4日にはNETでも、桂三枝（後の六代 桂文枝）司会のドッキリバラエティ番組『いたずらカメラだ!大成功』が開始、単発ではあるが継続中の『どっきりカメラ』（日本テレビ系）と合わせて、3局でドッキリ系番組が放送される。
  - 23時帯枠でスポーツニュース番組『プロ野球ニュース』放送開始。キャスターは佐々木信也ほか（ - 2001年3月31日）[注釈 6]。[2]
- 3日 - 日本テレビ系土曜18時枠で、恋愛バラエティ番組を兼ねた歌謡番組『ヒット'76』を開始、同日には日曜12:15から『時間だヨ!アイドル登場』が土曜17:30に再移動し、1979年3月31日まで日本テレビの土曜夕方はこの2本立てとなる。
- 4日
  - フジテレビ系で音楽クイズ番組『クイズ!家族ドレミファ大賞』（渡辺プロダクション制作）を開始。司会は柏村武昭（元中国放送アナウンサー）と水沢アキ（女優）。10月3日からは『クイズ・ドレミファドン!』に代わり、司会は高島忠夫に変更、1988年4月まで続く人気番組となる[注釈 7]。
  - NHK教育（→Eテレ）で美術番組『日曜美術館』放送開始（2022年現在も継続中）。
- 5日
  - NHK、新年度編成を開始。[2]
    - NHK総合
      - 連続テレビ小説第17作『雲のじゅうたん』放送開始（ - 10月2日。主演:浅茅陽子）。[2]
      - クラシックの名曲を世界各国の風景映像に乗せて紹介する音楽番組『名曲アルバム』がこの日から放送開始（後に教育テレビでも放送開始、2025年現在も継続中）。[2]

  - フジテレビ系の歌謡番組『夜のヒットスタジオ』の3代目男性司会者として、この日放送から井上順が登場。井上は『～DELUXE』途中の1985年9月まで9年半に亘り、芳村真理とのコンビで『夜ヒット』の顔となる。
- 8日 - NHK教育、NHKの新番組では最後のモノクロ放送番組となった、中学校3年生・高校生向け英語の学校放送番組『Watch and Listen』放送開始（翌1977年度（同年4月）からカラー化[10]）。
- 11日 - 中京テレビで、芸能人が大喜利仕立てで自作の漫画によるギャグを披露するバラエティ番組『お笑いマンガ道場』が放送開始。当初は中京ローカルでの放送だったが、1977年に東京12チャンネル（後に日本テレビ）でのネットにより全国の地方局に番組販売され、最末期は日本テレビ系列局にネットされた。また司会は当初、桂米丸だったが、後に2代目司会・柏村武昭が登場。次第に人気番組としての地位を築き、中京テレビの看板番組となっていった（ - 1994年3月）。
- 15日 - NHK総合で、ドキュメンタリー・特集番組『NHK特集』がこの日放送開始。1989年に『NHKスペシャル』に移行するまで、1378本の作品が制作された[注釈 8]。
- 21日
  - 「放送広告の日」（後の民放の日）を記念して、CM関連特別番組『コマーシャル あなたとともに20年』を、全民放90局同時ネットで16:00に放送（総合司会：荻昌弘、ゲスト：小林亜星、研ナオコほか）[2]。以後1990年代まで「放送広告の日」番組が続く。
  - NET（後のテレビ朝日）系で90分単発特別番組枠『水曜スペシャル』をこの日から放送開始。この枠ではプロボクシング世界選手権試合を始め、『川口浩探検隊シリーズ』『ドリフと女優の爆笑劇場』『オールスター番組対抗ボウリング大会』などといった名企画を生み出す。またそれまで月曜に放送されていた『ちびっこものまね紅白歌合戦』は、夏大会と前年放送されなかった春大会をこの枠で放送、冬大会は引き続き月曜で放送するも、1979年からはこの枠に移動して継続した。1986年4月2日からは枠を2時間に拡大し『新・水曜スペシャル』と改題、1987年9月24日まで通算11年半継続した。なおこれにともない、それまで水曜19:30枠で放送されていたテレビアニメ『一休さん』は、4月12日より月曜19:30に移動、1982年6月28日まで6年3ヶ月続く。

### 5月
- 10日 - 日本テレビ系「月曜スター劇場」枠で、宇津井健主演のドラマ『たんぽぽ』（第3シリーズ）[注釈 9]が放送開始（ - 10月11日。全23回）。
- 15日 - 前週の8日に海外ドラマ『刑事バレッタ』（第1シリーズ）が終了したのにともない、NETの土曜20時枠は定時番組を置かず、正式枠名無しの単発枠を10月9日まで編成する。第1回目は、同局放送中の『秘密戦隊ゴレンジャー』『がんばれ!!ロボコン』『アクマイザー3』『ザ・カゲスター』や、かつて放送されたNET・東映制作の特撮番組の名場面を紹介する『戦え!ぼくらのヒーロー大集合』。その後この枠では、7月31日に『チビッ子祭り!正義のヒーロー総出演』、9月25日に『テレビ人気者大集合!!』といった、同系列番組が放送される。
- 20日 - NET系「ナショナルゴールデン劇場」枠で、向田邦子脚本、千葉真一主演によるドラマ『七色とんがらし』が放送開始（ - 10月7日、全21回）。千葉にとってホームドラマで初めて主人公に扮した。

### 6月
- 17日 - 日本テレビ系の『木曜スペシャル』で『どっきりカメラ』を放送。この回から先述の「他局のドッキリ番組」に対するため、『元祖どっきりカメラ』と改題する。
- 22日 - NET系で、 日本のプロレスラー・アントニオ猪木と アメリカ合衆国のプロボクサー・モハメド・アリの世紀の一戦「アントニオ猪木対モハメド・アリ」戦が、13:00 - 14:55の枠で放送。そして同カードの中継録画を中心にしたスポーツ中継「格闘技世界一決定戦」が、19:30 - 21:21の枠で放送された[注釈 10]。

### 7月
- 3日 - 山形放送の『ワイド山形』で放送予定だった「わが子を返して! 原理運動被害者父母の会の怒り」が放送中止になり内容が差し替えられる。山形放送によると原理運動関係者が出演拒否をしたため、公平性が理由[11]。
- 4日 - 東京12チャンネル（後のテレビ東京）で単発特別番組枠『日曜ビッグスペシャル』をこの日から開始。当初は19:00 - 21:50だったが、同年10月より20:00 - 21:54に変更、そして1989年10月からは1時間繰上げ、19:00 - 20:54に変更された。そしてこの間、前述のドッキリ系バラエティ番組に対抗した『スター㊙どっきりテレビ』、女子ソフトボールチーム「ピンクベアーズ」の試合中継、高島忠夫司会の『全国ちびっこ歌合戦』、女性タレント・マルシアのデビューのきっかけとなった『外国人歌謡大賞』などの名企画を生み出す。番組は2002年3月31日まで25年9ヶ月継続し、2025年現在も継続中の『日曜ビッグバラエティ』につながる。
- 17日～8月1日 - 「モントリオールオリンピック」が開催。オリンピック中継で初めてNHKと日本民間放送連盟の共同制作体制が採られ、大会の模様を連日放送。[2][12]
- 27日 - 田中角榮元内閣総理大臣がロッキード事件による受託収賄などの容疑で逮捕され、NHKや民放各局は報道特別番組を編成[11]。TBS系では、21時からのテレビドラマ『いごこち満点』を休止してその時間に田中逮捕の報道特別番組を放送した。[2]

### 8月
- 28日 - 日本テレビ系、開局23周年を記念し、『やじうま寄席』で初の手話落語を放送。[2]

### 9月
- 26日（日曜日） - 日本テレビ系朝の子供番組『おはよう!こどもショー』が、この日より一部リニューアル。
  - この日からの日曜版は、番組で結成した少年野球チーム「おはよう!こどもショー モーニングス」が、全国各地の少年野球チームと対決する模様を録画中継放送する「日曜スポーツ・スペシャル 少年野球大会」に変更、1980年9月28日放送の最終回[注釈 11]まで続く人気企画となる。
  - 翌27日からの平日版は、前半の「こどものどじまん」を「おはよう!のどじまん」にリニューアル、そして土曜版は「のどじまん」チャンピオン大会を廃止し、日曜放送の「とびいりのどじまん」を移動して継続した。これにともない、司会も青空球児・好児から黒澤久雄と長谷川コッペに変更した。

### 10月
- 3日 - 日本テレビ系日曜21時枠で、高橋英樹主演による時代劇『桃太郎侍』放送開始[2]。1981年9月27日まで5年間（258回）続く人気番組となる。
- 4日 - NHK連続テレビ小説第18作『火の国に』（鈴鹿景子主演。大阪放送局制作）放送開始（ - 1977年4月2日）。[2]
- 6日
  - フジテレビ系水曜19時台前半枠で、水島新司原作の高校野球アニメ『ドカベン』が放送開始。1979年12月26日まで3年3ヶ月続く人気番組となる。
  - NET（後のテレビ朝日）系水曜21時枠で、萩本欽一メインのバラエティ番組『欽ちゃんのどこまでやるの!?』放送開始[2]。妻役で女優の真屋順子とのホームドラマ形式のやり取りや、番組から誕生したグループ「わらべ」や「サンドイッチ」によるテーマ曲のヒットもあり、1986年9月24日まで10年間続く人気番組となる。
- 9日
  - TBSで土曜正午の1時間生放送バラエティ番組『レッツゴー銀座』放送開始（ - 1977年3月26日。12:00 - 12:55。司会：レツゴー三匹）。平日夕方の『ぎんざNOW!』を生放送している「銀座テレサ」からの番組で、以後『ハッスル銀座』（1977年4月2日 - 1979年3月31日）、『ハッスル夫婦』といった、土曜正午の「銀座テレサ」生放送番組が続く。これにともない、それまで12:30 - 13:00枠で放送された『ケンちゃんシリーズ』の再放送枠（関東ローカル。ヤマサ味噌(益子味噌)一社提供）は14:00 - 14:30に移動する（ - 1983年3月）。
  - 日本テレビ系で、かつて1961年6月から11年4ヶ月間放送された人気番組『シャボン玉ホリデー』が、土曜23:45 - 24:15の枠で復活。新レギュラーは三ツ矢歌子・藤村俊二・車だん吉に、デビューしたてのピンク・レディー。だが、半年後の1977年3月26日で終了した。
- 10日 - TBS系、プロボクシング世界ジュニア・フライ級選手権「ファン・グスマン 対 具志堅用高」を生中継[13]。この一戦で具志堅がKO勝ちしたしたのを契機に、以後、1981年3月8日にペドロ・フローレスに敗れてタイトルを失うまでの具志堅の同タイトル防衛戦全てを独占生中継する。
- 11日 - NET（後のテレビ朝日）系月曜20時枠で、渡辺プロダクション制作のバラエティ番組『みごろ!たべごろ!笑いごろ!』放送開始。伊東四朗、小松政夫、キャンディーズ、加山雄三らがレギュラーを務め、「デンセンマン」「しらけ鳥音頭」などで人気を博す（ - 1978年3月27日）。

### 11月
- 9日
  - NHK教育、幼稚園・保育園向けの工作・教育番組『できるかな』で、この日「はたらくくるま」を放送[14]。後にこの回は、放送文化基金賞（第4回児童・幼児向け番組部門奨励賞）を受賞[15]。
  - フジテレビ系『火曜ワイドスペシャル』で、『第13回オールスター秋の紅白大運動会』を放送（総合司会：土居まさる、実況：小林大輔(当時フジテレビアナウンサー)、選手宣誓：桜田淳子・ずうとるび）。「開会式」名物の「聖火入場」は、この年開催されたモントリオールオリンピックの聖火最終ランナーが男女ペアだったのに因み、郷ひろみと松本ちえこが初の男女ペアでの聖火ランナーを担当、これ以後不定期に男女ペアでの聖火ランナーが行われる。

### 12月
- 25日 - 読売テレビ・日本テレビ系の視聴者参加型歌手オーディション番組『全日本歌謡選手権』が、この日をもって7年の放送に幕。
- 31日（金曜日）
  - TBS系で『第18回日本レコード大賞』を生放送（19:00 - 20:55）。大賞は都はるみの「北の宿から」。
  - 日本テレビ系では前年に引き続き、『テレビ三面記事 ウィークエンダー』の大晦日版『大晦日スペシャル イヤーエンダー'76』を放送（19:00 - 20:54）[注釈 12]。
  - フジテレビ系では子供向け年末特別番組『'76わんぱくチビッコ大集合!』を放送（19:00 - 20:54）。番組では『ママとあそぼう!ピンポンパン』の当時のお姉さん・酒井ゆきえと、『ひらけ!ポンキッキ』のガチャピン・ムックが共演した。なお番組は1978年まで枠を縮小しながら続いた。
  - NET系では4年目となった美空ひばりのワンマンライブ特番『美空ひばり 歌は我が命〜芸能生活30周年ひとすじの道〜』を新宿コマ劇場から生放送。この年は芸能生活30周年を祝して、船村徹（作曲家）、遠藤実（同）、石本美由起（作詞家）等といった関係者を客席に招待した[16]。
  - NHK総合、第27回NHK紅白歌合戦を放送（21:00 - 23:45）。紅組司会は佐良直美、白組司会は山川静夫（当時NHKアナウンサー）、総合司会は相川浩（当時NHKアナウンサー）。この年の紅白は、ロサンゼルスとサンパウロへ衛星中継を行う。又、電子式文字装飾装置（GEMスーパー）を初使用する。[2]

## その他テレビに関する話題

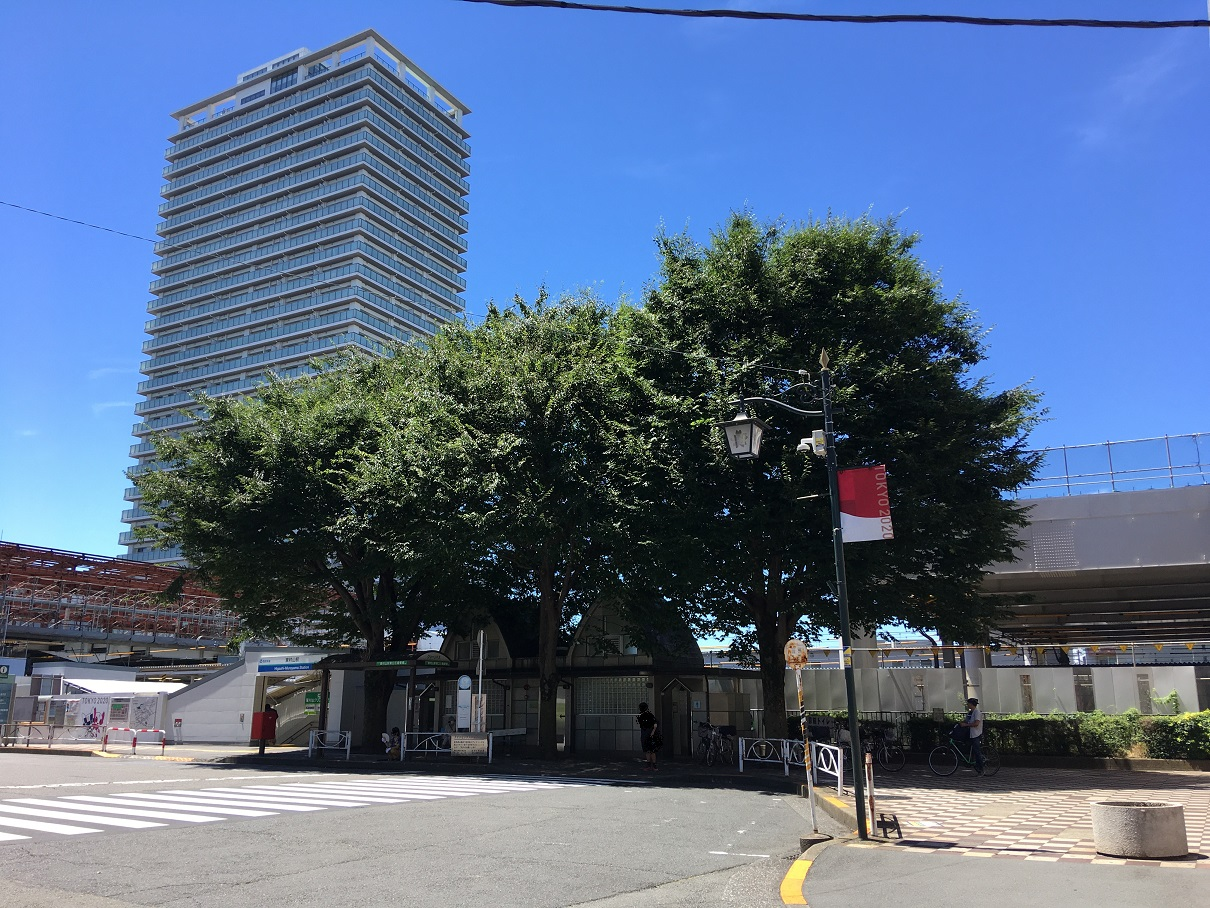
志村けんの東村山音頭に対する功績を称え、東村山駅前に植樹された「志村けんの木」（2020年8月11日撮影）

- 2月6日 - NHK、東京・大阪のUHFテレビ実験局が、この日の放送免許期間満了に伴い、正式に廃止（放送は前年4月7日から既に休止）[17]。
- 4月1日 - テレビ宮崎（UMK）がこの日、NETテレビ（後のテレビ朝日）系列ANNネットワーク加盟。
- 7月 - 東京都東村山市は、同市出身のタレント志村けん（ザ・ドリフターズ）がTBS系『8時だョ!全員集合』でヒットさせた「東村山音頭」（前述）において「東村山市の知名度を高めた」功績を称え、志村に熊木令治市長（当時）から感謝状が贈られるとともに、西武新宿線東村山駅前に3本のケヤキ（志村けんの木）を植樹。同木は志村没後の2022年現在も同市民や志村ファンに親しまれている。
- 9月4日 - NHKの第11代会長・小野吉郎が辞職。ロッキード事件で逮捕された元内閣総理大臣・田中角榮が東京拘置所より保釈された際、小野が東京都文京区目白台の田中私邸へ見舞いの訪問を行ったことが問題視され、世論の指弾を浴びた末に辞職に至った。後任の第12代会長にはNHK生え抜きの人物として初となる坂本朝一が選任され、9月21日に就任した[18]。
- 12月22日 - 沖縄県先島諸島で、NHK沖縄放送局（総合・教育）が沖縄本島のみならず、本土と同時放送となった[19]。総合テレビは前身の沖縄放送協会宮古・八重山各放送局として開局した1967年以来、教育テレビとの混合編成から生まれ変わり（それまでは通常番組は遅れ放送、ニュース番組はラジオ第1の音声を用いた同時放送を経て、白黒映像での同時放送であった）、教育テレビは新規開局となった。
- 12月（日不明） - 鹿児島県の離島の奄美大島に初めて、名瀬中継局に民放テレビ（南日本放送、鹿児島テレビ放送）の中継局が開設され、実験放送を開始（両局共翌年（1977年）1月28日本放送を開始）。[注釈 13][21]

## 周年

### 番組
- 放送開始20周年
  - 『東芝日曜劇場』（TBS）
  - 『ゆく年くる年』（民放全局）
- 放送開始15周年
  - 『連続テレビ小説』（NHK総合）
  - 『みんなのうた』（NHK）
  - 『特別機動捜査隊』（NETテレビ）
- 放送開始10周年
  - 『ウルトラシリーズ』（TBS）※シリーズ再開は3年後
  - 『笑点』（日本テレビ）
  - 『すばらしい世界旅行』（日本テレビ）
  - 『家族そろって歌合戦』（TBS）
  - 『ママとあそぼう!ピンポンパン』（フジテレビ）
  - 『銭形平次』（フジテレビ）
  - 『日曜洋画劇場』（NETテレビ〈→テレビ朝日〉）
- 放送開始5周年
  - 『仮面ライダーシリーズ』 （毎日放送）※1月3日の特番放送後、第6作放送開始まで3年9ヶ月の中断期間に入る。
  - 『新婚さんいらっしゃい!』（朝日放送[注釈 14]）
  - 『シャボン玉プレゼント』（朝日放送）
  - 『ごちそうさま』（日本テレビ）
  - 『モーニングジャンボ奥さま8時半です』（TBS）[注釈 15]
  - 『スター誕生!』（日本テレビ）
  - 『ゴールデン洋画劇場』（フジテレビ）

### 開局・放送開始
3月21日
NHK福岡放送局テレビジョン放送開始20周年。
3月22日
NHK仙台放送局、NHK広島放送局テレビジョン放送開始20周年。
4月1日
県域テレビジョン放送開始5周年 - NHK大津放送局（3月1日中継局開所15周年）
4月16日
群馬テレビ開局5周年。
5月1日
千葉テレビ放送開局5周年。
5月24日
NHK神戸放送局テレビジョン放送開始5周年。
5月31日
NHK和歌山放送局テレビジョン放送開始5周年。
12月1日
中部日本放送、朝日放送（大阪テレビ放送として）テレビジョン放送開始20周年。
12月22日
NHK札幌放送局テレビジョン放送開始20周年。

## 記念回
- 1000回以上
  - 東芝日曜劇場（TBS） - 1000回（2月8日）
- 500回以上
  - 笑点（日本テレビ） - 500回
- 100回以上
  - 400回
    - 夜のヒットスタジオ（フジテレビ、7月5日）
    - クイズタイムショック（NETテレビ）

  - 300回
    - 8時だョ!全員集合（TBS）
    - 新婚さんいらっしゃい!（朝日放送）

  - 200回
    - 太陽にほえろ!（日本テレビ、5月14日）
    - 必殺シリーズ（朝日放送、6月24日）[注釈 16]

## 視聴率
（※関東地区、ビデオリサーチ調べ）

### バラエティ・歌番組
1. 第27回NHK紅白歌合戦（NHK総合、12月31日）74.6%
2. 1976年度輝く!日本レコード大賞（TBS、12月31日）41.9%
3. 輝け!'76日本歌謡大賞（フジテレビ、11月16日）41.8%

### ドラマ
1. 連続テレビ小説 雲のじゅうたん（NHK総合、9月14日）48.7%
2. 連続テレビ小説 おはようさん（NHK総合、1月31日）44.0%
3. 連続テレビ小説 火の国に（NHK総合、10月9日）43.9%
4. 太陽にほえろ!（日本テレビ、9月3日）- 37.0%
5. 水戸黄門 第7部（TBS、5月31日）- 36.2%
6. 赤い疑惑（TBS、3月19日）- 30.9%

### ニュース・報道
1. ニュース（NHK総合、9月13日 7:00-7:20）45.3%
2. ニュース（NHK総合、12月31日 20:55-21:00）44.0%
3. テレビロータリー（NHK総合、9月11日）42.9%
4. スタジオ102（NHK総合、9月13日）42.4%
5. ローカルニュース・天気予報（NHK総合、12月6日 7:15-7:35）42.3%
6. ゆく年くる年（NHK総合、12月31日）40.4%
7. 首都圏交通情報（NHK総合、4月22日 8:03-8:12）39.0%
8. ニュース（NHK総合、9月13日 8:30-8:40）37.7%

### スポーツ
1. 火曜ワイドスペシャル 世界J・ミドル級タイトルマッチ「柳済斗×輪島功一」（フジテレビ、2月17日）42.5%
2. 第58回全国高等学校野球選手権大会・閉会式（NHK総合、8月21日）41.6%
3. 格闘技世界一決定戦 アントニオ猪木×モハメド・アリ（NETテレビ、6月26日）38.8%
4. 第58回全国高等学校野球選手権大会（NHK総合、8月15日）37.8%
5. - 第27回オリンピックモントリオール大会（NHK総合、8月1日 7:11-8:55）37.5%
  - 第58回全国高等学校野球選手権大会・決勝（NHK総合、8月21日）37.5%

## テレビ番組

### テレビドラマ

#### NHK
- 大河ドラマ 風と雲と虹と（主演：加藤剛）
- 連続テレビ小説
  - 雲のじゅうたん（主演：浅茅陽子）
  - 火の国に（主演：鈴鹿景子）
- となりの芝生（脚本：橋田壽賀子）
- 男たちの旅路（主演：鶴田浩二）

#### 日本テレビ系
- 月曜スター劇場
  - たんぽぽ（第3シリーズ）（主演：宇津井健）
  - ひまわりの道（出演：池内淳子、三浦友和、杉村春子 他）
- 火曜9時枠
  - 大都会 闘いの日々（出演：渡哲也、石原裕次郎 他）
  - いろはの"い"（出演：竹脇無我、黒沢年男（後の黒沢年雄）、藤岡琢也、金子信雄、森本レオ、寺尾聰）
- 火曜劇場
  - 愛の哀しみ（出演：小林桂樹、島田陽子、小山明子、夏夕介、高橋悦史）
  - 炎のカルテ（出演：竹脇無我、丘みつ子、太地喜和子、細川俊之 他）
  - かげろうの家（出演：大原麗子、山口崇、宝生あやこ、紀比呂子、古谷一行 他）
  - 喜びも悲しみも幾歳月（出演：北大路欣也、山本陽子、千秋実、風見章子、渡辺篤史、宮内洋 他）
- 水曜8時枠
  - 泣かせるあいつ（出演：田中邦衛、檀ふみ 他）
  - 気まぐれ天使（主演：石立鉄男、森田健作）
- 木曜9時枠（よみうりテレビ制作）
  - 女の橋（出演：山本陽子、乙羽信子、原田大二郎、神山繁、島田正吾）
  - さよならの夏（出演：岩下志麻、細川俊之、有馬稲子、高松英郎、桃井かおり、織田あきら）
  - 渇愛（出演：池内淳子、中田喜子、細川俊之、田村高廣 他）
  - 暖流（出演：近藤正臣、松坂慶子、中田喜子 他）
- 木曜10時枠（よみうりテレビ制作）
  - 私も燃えている（円地文子原作、出演：松坂慶子、田村正和、草笛光子 他）[22]
- 金曜劇場
  - あがり一丁!（主演：松方弘樹、伴淳三郎）
  - 前略おふくろ様 第2シリーズ（主演：萩原健一）
- 土曜グランド劇場
  - 長尺タイトルシリーズ
    - 二丁目の未亡人は、やせダンプといわれる凄い子連れママ（出演：浅丘ルリ子、原田芳雄、山﨑努）
    - 五丁目に咲いた恋は、絶対に結ばれないと人々は噂した（出演：栗原小巻、石坂浩二）
    - 三丁目の古寺に、照る日曇る日、恋の雨（出演：加藤剛、中野良子、財津一郎）
    - 八丁目のダメ親父!カンナ・トンカチ・キリキリ舞い（出演：森繁久彌、前田吟、中田喜子）
    - 六丁目のスパルタ寮母さんには、赤いバラのいれずみがあった!（出演：京塚昌子、西村晃）
    - 七丁目の街角で、家出娘と下駄バキ野郎の奇妙な恋が芽生えた（出演：十朱幸代、中村雅俊、杉村春子）
    - 九丁目、泣いて笑った交差点女の中の男一匹（出演：愛川欽也、坂口良子、由紀さおり）
- 日曜8時枠
  - 俺たちの旅（1975年10月 - 1976年10月）
  - 俺たちの朝（主演：勝野洋）
- 日曜9時枠時代劇
  - 子連れ狼 第3シリーズ（主演：萬屋錦之介）
  - 桃太郎侍（主演：高橋英樹）

#### TBS系
- ナショナル劇場
  - 水戸黄門・第7部（出演：東野英治郎、里見浩太朗、横内正、高橋元太郎、中谷一郎）
  - 江戸を斬るIII（出演：西郷輝彦、松坂慶子）
- ポーラテレビ小説
  - 絹の家（主演：岡まゆみ）
  - さかなちゃん（主演：五十嵐めぐみ）
- 火曜8時
  - 事件ファイル110 甘ったれるな（出演：村野武範、下條アトム、山村聰 他）
  - 火曜日のあいつ（出演：石橋正次、由美かおる、小野寺昭 他）
  - 結婚するまで（出演：秋吉久美子、田村正和 他）
- 火曜9時
  - いごこち満点（出演：山岡久乃、高松英郎、片平なぎさ 他）
  - 三男三女婿一匹（出演：森繁久彌、山岡久乃 他）
- 水曜劇場
  - さくらの唄（出演：若山富三郎、悠木千帆 他）
  - ふたりでひとり（主演：小川真由美、山城新伍）
- 水曜10時（毎日放送制作）
  - 禁じられた美徳（出演：岩下志麻、田村正和、山村聰 他）
  - 青春の門（出演：北大路欣也、小川真由美、中村敦夫、江藤潤、秋吉久美子 他）
  - 愛と憎しみの宴（出演：新珠三千代、二谷英明、津川雅彦 他）
- 木曜8時
  - 明日がござる（1975年10月 - 1976年9月）
  - ほんとうに（出演：京塚昌子、草刈正雄、大竹しのぶ 他）
- 木曜9時
  - 高原へいらっしゃい（主演：田宮二郎）
  - グッドバイ・ママ（出演：平幹二朗、坂口良子、篠田三郎 他）
- 木下恵介・人間の歌シリーズ（木曜10時）
  - 早春物語（出演：仁科明子、沖雅也、五十嵐淳子、細川俊之、倍賞美津子 他）[22]
- 金曜9時
  - 赤い運命（赤いシリーズ第3作。出演：宇津井健、山口百恵、秋野暢子、南條豊）
  - 赤い衝撃（赤いシリーズ第4作。出演：山口百恵、三浦友和、草笛光子、田村高廣、中条静夫）
- 土曜10時（毎日放送制作）
  - 隠し目付参上（出演：三船敏郎、江守徹、竜雷太、沖雅也、秋野暢子、大谷直子）
  - 江戸特捜指令（出演：中村敦夫、竜雷太、原田大二郎、五十嵐淳子、秋野暢子、山城新伍 他）

廃枠
- 9月：木曜9時枠 - 『トップスターショー・歌ある限り』放送開始のため[注釈 17]。

#### フジテレビ系
- 月曜9時枠時代劇
  - 夫婦旅日記 さらば浪人（主演：藤田まこと、中村玉緒）
  - 新・座頭市（主演：勝新太郎）
- 火曜10時枠（関西テレビ制作）
  - お耳役秘帳（主演：伊吹吾郎） - 同作で時代劇枠は中断[注釈 18]。
  - コードナンバー108 7人のリブ（出演：野際陽子、ジュディ・オング、前田美波里 他）
- 月曜20時枠
  - たぬき先生騒動記（出演：坂上二郎、大竹しのぶ、杉田かおる 他）
  - 刑事物語・星空に撃て!（出演：江藤潤、高松英郎、山城新伍、渡辺篤史 他）
- 水曜ドラマシリーズ
  - 女の足音
  - 女の勲章（主演：三田佳子）
  - 女の旅
- 土曜劇場
  - 春一番 第5シリーズ（出演：京マチ子、藤岡琢也、堀内正美、吉沢京子 他）
  - 嫁だいこん（主演：竹脇無我、和泉雅子）
  - 鯛めしの唄（出演：島田陽子、浜木綿子、梅宮辰夫、芦屋雁之助 他）
- あかんたれ（東海テレビ制作。出演：小山明子、中村玉緒、志垣太郎、岡崎友紀、中村嘉葎雄 他）

#### NETテレビ系
- 金曜9時枠
  - 大非常線（主演：千葉真一）
  - ベルサイユのトラック姐ちゃん（主演：浜木綿子）
  - 君の名は（主演：古谷一行、酒井和歌子）
- ナショナルゴールデン劇場
  - 七色とんがらし（主演：千葉真一）
  - 玉ねぎ横丁の花嫁さん（出演：杉浦直樹、香山美子、石立鉄男 他）
- 必殺シリーズ（朝日放送制作）
  - 必殺仕業人（第7作。出演：中村敦夫、大出俊、藤田まこと、中尾ミエ、渡辺篤史 他）
  - 必殺からくり人（第8作。出演：山田五十鈴、緒形拳、芦屋雁之助、ジュディ・オング、森田健作 他）
  - 必殺からくり人・血風編（第9作。出演：山崎努、草笛光子、浜畑賢吉、ピーター、吉田日出子 他）
- 人魚亭異聞 無法街の素浪人（出演：三船敏郎、若林豪、小川真由美 他） - 水曜9時枠時代劇最終作。
- 新・二人の事件簿 暁に駆ける!（朝日放送制作。主演：篠田三郎、高岡健二（後の高岡建治））
- 五街道まっしぐら!（出演：村野武範、桜木健一 他） - 土曜8時枠時代劇（再開）第1作。

廃枠
- 9月：水曜9時枠時代劇 - 『欽ちゃんのどこまでやるの!?』放送開始のため。

### 子供向けドラマ

#### TBS系
- フルーツケンちゃん（主演：宮脇康之、岡浩也、斎藤ゆかり） - 最後の宮脇主演作。
- 刑事くん（第4部）
- パパは独身

### テレビアニメ
- UFO戦士ダイアポロン（II）（TBS→東京12チャンネル）
- ろぼっ子ビートン（TBS）
- まんが世界昔ばなし（TBS）
- まんが日本昔ばなし（毎日放送・TBS）※正式レギュラー化
- 世界名作劇場 母をたずねて三千里（フジテレビ）
- 大空魔竜ガイキング（フジテレビ）
- ブロッカー軍団IVマシーンブラスター（フジテレビ）
- ポールのミラクル大作戦（フジテレビ）
- ドカベン（フジテレビ）
- ほかほか家族（フジテレビ） - 全農（後のJA全農）提供のミニ番組。
- マシンハヤブサ（NETテレビ）
- 超電磁ロボ コン・バトラーV（NET→テレビ朝日）
- マグネロボ ガ・キーン（NET→テレビ朝日）
- キャンディ♡キャンディ （NET→テレビ朝日）
- ゴワッパー5 ゴーダム（朝日放送、NET） - 途中より朝日放送からNETに制作が移管。
- ピコリーノの冒険（朝日放送、NET）
- 妖怪伝 猫目小僧（東京12チャンネル）
- グロイザーX（東京12チャンネル）
- まんがふるさと昔話（東京12チャンネル）
- 爆走バギー大レース（NETテレビ） - 海外作品。
- スピードローラー猛レース（NETテレビ） - 同上。

### 特撮番組
- 宇宙鉄人キョーダイン（毎日放送、TBS） - 制作：毎日放送・東映
  - 原作：石ノ森章太郎
  - 出演：夏夕介、佐々木剛、堀江美都子、和久井節緒 他
- ザ・カゲスター（NETテレビ）  - 制作：NET・東映・大広
  - 原作：八手三郎
  - 出演：立花直樹、早川絵美、小林昭二、納谷悟朗 他
- 忍者キャプター（東京12チャンネル） - 制作：東映・東映エージェンシー
  - 原作：八手三郎
  - 出演：伴直弥、潮健児、藤江直幸、堀田真三 他
- 超神ビビューン（NETテレビ） - 制作：NET・東映
  - 原作：石ノ森章太郎
  - 出演：荒木しげる、打田康比古、坂田敏彦、上野山功一、滝口順平 他
- 円盤戦争バンキッド（日本テレビ） - 制作：東宝
  - 出演：奥田英二、下条正巳、塩沢とき、柳生博 他
- バトルホーク（東京12チャンネル） - 制作：東洋エージェンシー・ナック
  - 原作：永井豪・石川賢
  - 出演：時本和也、堀江信介、深田ミミ、緑川稔、石光豊、きくち英一 他
- 恐竜探険隊ボーンフリー（NETテレビ） - 制作：円谷プロ・NET
  - 出演：森功至、兼本新吾、栗葉子、高橋和枝、滝口順平 他
- プロレスの星 アステカイザー（NETテレビ） - 制作：円谷プロ・NET
- 5年3組魔法組（テレビ朝日） - 制作：NET→テレビ朝日・東映・大広
  - 原作：大堂勲
  - 出演：江村和紀、増田康好、すのうち滋之、神アコ、尾崎ますみ、曽我町子 他

- - 原作：永井豪・石川賢
  - 出演：島村美輝、松本朝夫、山本昌平、大泉滉 他

特別番組
- 全員集合!7人の仮面ライダー!!（毎日放送・TBS、1月3日） - 制作：毎日放送・東映
  - 原作：石ノ森章太郎
  - 出演：荒木しげる、藤岡弘、佐々木剛、宮内洋、小林昭二 他
- 戦え!ぼくらのヒーロー大集合（NETテレビ、5月15日） - 制作：NET・東映
  - 出演：野田圭一、ロボコン（声：山本圭子）
- チビッ子祭り!正義のヒーロー総出演（NETテレビ、7月31日）
  - 出演：水木一郎、ささきいさお、堀江美都子
- テレビ人気者大集合!!（NETテレビ、9月25日）
  - 出演：堀美鈴、ささきいさお、大杉久美子

### 報道・情報系番組
- お達者ですか（NHK総合）[23]
- 喝采!スクリーン（朝日放送・NET）
- MBSナウ（毎日放送）
- SBCニュースワイド（信越放送）

### スポーツ番組
- プロ野球ニュース（フジテレビ）
- インスブルックオリンピック中継（NHK総合）
- モントリオールオリンピック中継（各局）
- 格闘技世界一決定戦（NETテレビ、6月22日「アントニオ猪木対モハメド・アリ」ほかを放送）
- NHK少年野球教室（NHK総合、年度によりNHK教育でも放送）

### バラエティ番組
- 日曜家族スタジオ（NHK総合）
- カックラキン大放送!!（日本テレビ）※正式レギュラー化
- オールスター親子で勝負!（日本テレビ）
- シャボン玉ホリデー（第2期）（日本テレビ）
- 輝け!五郎・マペット ゲバゲバ90分!（日本テレビ）[注釈 19]
- レッツゴー銀座（TBS）
- スターどっきり㊙報告（フジテレビ）
- 愛情ゼミナール（フジテレビ）
- さあ!どうする!（フジテレビ）
- 万国びっくりショー（第2期）（フジテレビ）
- 3分勝負15ラウンド（フジテレビ）
- 相性診断!あなたと私はピッタンコ（関西テレビ）
- スターチャレンジ!!（NETテレビ）
- みごろ!たべごろ!笑いごろ!（NET→テレビ朝日）
- 欽ちゃんのどこまでやるの!?（NET→テレビ朝日）
- いたずらカメラだ!大成功（NET→テレビ朝日）
- プレイタイム23（NETテレビ）
- 迷路でデート!（東京12チャンネル）
- お笑いマンガ道場（中京テレビ）
- かんさい珍版・瓦版（毎日放送）
- マキシンのタルタル大放送!!（名古屋放送）

### クイズ番組
- クイズダービー（TBS）
- この人あの人どんな人（TBS）
- クイズ!家族ドレミファ大賞（フジテレビ）
- クイズ・ドレミファドン!（フジテレビ）
- やりくりクイズ30万に挑戦（フジテレビ）
- 秘密の扉（NETテレビ）
- 三枝の大マジメ!?結婚ゲーム→三枝の結婚ゲーム（朝日放送、NET→テレビ朝日）
- アクションクイズ!迷路に挑戦（東京12チャンネル）

### トーク番組
- 徹子の部屋（NET→テレビ朝日）
- すばらしき仲間（中部日本放送、TBS）
- パイプのけむり（朝日放送、NET）

### 音楽番組
- 名曲アルバム（NHK）
- 音楽の広場（NHK総合）
- ヒット'76〜'79（日本テレビ）
- スターにアタック!勝抜き歌合戦（TBS）
- 輝け!!新人紅白歌合戦（TBS）
- ゆかいな音楽会（TBS）
- トップスターショー・歌ある限り（TBS）
- あなたが選ぶ今週のベスト1（フジテレビ）
- お昼のスペシャル 夏のスターパレード（フジテレビ）
- お昼のスペシャル 家族でハッスル歌合戦（フジテレビ）
- お昼のスペシャル 秋のスターパレード（フジテレビ）
- 関口宏のオォ!笑歌（NET→テレビ朝日）
- 歌謡ハラハラサンデー（NET→テレビ朝日）
- ざ・ウタバン本番中!!（NETテレビ）
- チビらサンデー（NETテレビ）
- 歌え!ヤングヒット'76（東京12チャンネル）

### 教養・ドキュメンタリー番組
- ハテナゲーム（NHK総合）
- NHK特集（NHK総合）レギュラー化
- 風の子ケーン（NHK教育）[24]
- Watch and Listen（モノクロ、翌1977年度（同年4月）からカラー[10]）（NHK教育）- NHKの新番組では、最後のモノクロ放送での番組開始。
- 現代の農業（NHK教育）[25]
- 地球と人間（NHK教育）[24]
- あすの経営（NHK教育）[24]
- 日曜美術館（NHK教育→Eテレ）[26]
- サラリーマンライフ[27]
- どうぶつ天国（NET）
- 映画監督競作シリーズ われらの主役（東京12チャンネル）
- 野生アニマル（東京12チャンネル）[22]

### 紀行番組
- ギリシャ旅情（東京12チャンネル）

### 単発特別番組枠
- 水曜スペシャル（NET→テレビ朝日）
- 【正式枠名無し】（NETテレビ） - 5月〜10月。土曜20:00。
- 日曜ビッグスペシャル（東京12チャンネル→テレビ東京）

### その他
- リカちゃんの天気予報（NET→テレビ朝日）
- 鹿島カルチャーアワー（東京12チャンネル）[22]
- 涙の浪曲劇場（東京12チャンネル）
- ふれあい広場・サンデー九（札幌テレビ放送）

### 既存番組のカラー化
全てNHK教育テレビ
4月から
- わたしたちの歴史1年（大阪放送局制作）[24]
- わたしたちの歴史2年（大阪放送局制作）[24]
- あすの市民[24]
- A Step to English[24]
- 高校生の科学～物理[24]
- おかあさんの勉強室[24]
- 英語会話Ⅲ[24]
- ピアノのおけいこ[24]
- バイオリンのおけいこ[24]
- フルートとともに[24]
- ギターをひこう[24]
- 通信高校講座～英語A(1)[24]
- 通信高校講座～物理Ⅰ[24]
- 通信高校講座～地学Ⅰ[24]
- 自然科学[24]
- テレビコンサート[27]
- 邦楽まわり舞台[27]
- 教養特集[27]
- 若い広場[27]

10月から
- 大学講座 "心理学「発達のメカニズム」"[28]
- フランス語講座 - 10月5日から[29]
- あすの村づくり[27]
- 宗教の時間[27]